# Bryaninops ridens
Bryaninops ridens és una espècie de peix de la família dels gòbids i de l'ordre dels perciformes.

## Morfologia
Els mascles poden assolir els 1,6 cm de longitud total.

## Distribució geogràfica
Es troba des del Mar Roig i l'Àfrica oriental fins a Fidji, Tonga, la Gran Barrera de Corall i Ulithi (Micronèsia).